# Hada de los dientes

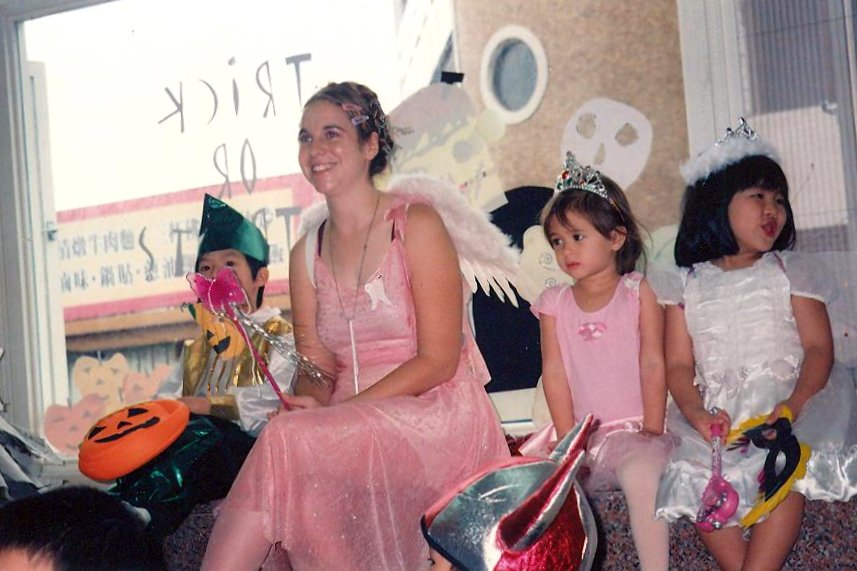
Mujer disfrazada del hada de los dientes

El hada de los dientes (en inglés, tooth fairy) es un personaje de fantasía de la cultura occidental de habla inglesa. Según el folclore, cuando un niño pierde uno de sus dientes de leche, debe depositarlo debajo de la almohada. Luego, el hada de los dientes vendrá y le dejará, como recompensa, algo de dinero. Esta tradición se practica en numerosos países.en México, normalmente se debe colocar el sábado o domingo, es cuando el hada visita a todos los niños de este país 

## Orígenes
En Europa del Norte, existía una tradición acerca de la tand-fé o tooth fee («hada de los dientes»), que consistía en entregar dinero a los niños que perdían su primer diente de leche. Esta práctica se conservó en escritos tempranos como las Eddas (c. 1200), que son el primer registro literario de las tradiciones noruegas y del norte de Europa.
El monto varía según el país, la situación económica de la familia, el dinero que reciben otros niños de su círculo y otros factores. De acuerdo con una encuesta de Visa, los niños de Estados Unidos reciben 3,70 USD por diente, en promedio. Además, solo el 3% de los niños encuentran $1 o menos, mientras que otros encuentran un billete de $5 o más bajo su almohada.
Durante la Edad Media, existieron otras supersticiones sobre los dientes de los niños. En Inglaterra, por ejemplo, se les pedía a los niños que quemaran sus dientes de leche para protegerse de las adversidades de la vida más allá de la muerte. Los que no lo hubieran hecho, pasarían toda la eternidad buscándolos. Otra razón para quemar los dientes era el miedo a las brujas: se creía que si una de ellas conseguía un diente, podía tener control sobre la criatura.
Por su parte, los vikingos les pagaban a los niños por sus dientes. En la cultura nórdica, los dientes y otros artículos pertenecientes a los niños podían atraer la buena suerte en las batallas; los guerreros escandinavos colgaban los dientes de leche de su cuello.
La representación moderna de estas tradiciones, es decir, la moderna hada de los dientes, comienza a rastrearse en 1977, 1962 o 1927. Sin embargo, existe una referencia más temprana en un artículo de 1908 en el Chicago Daily Tribune.

## Apariencia

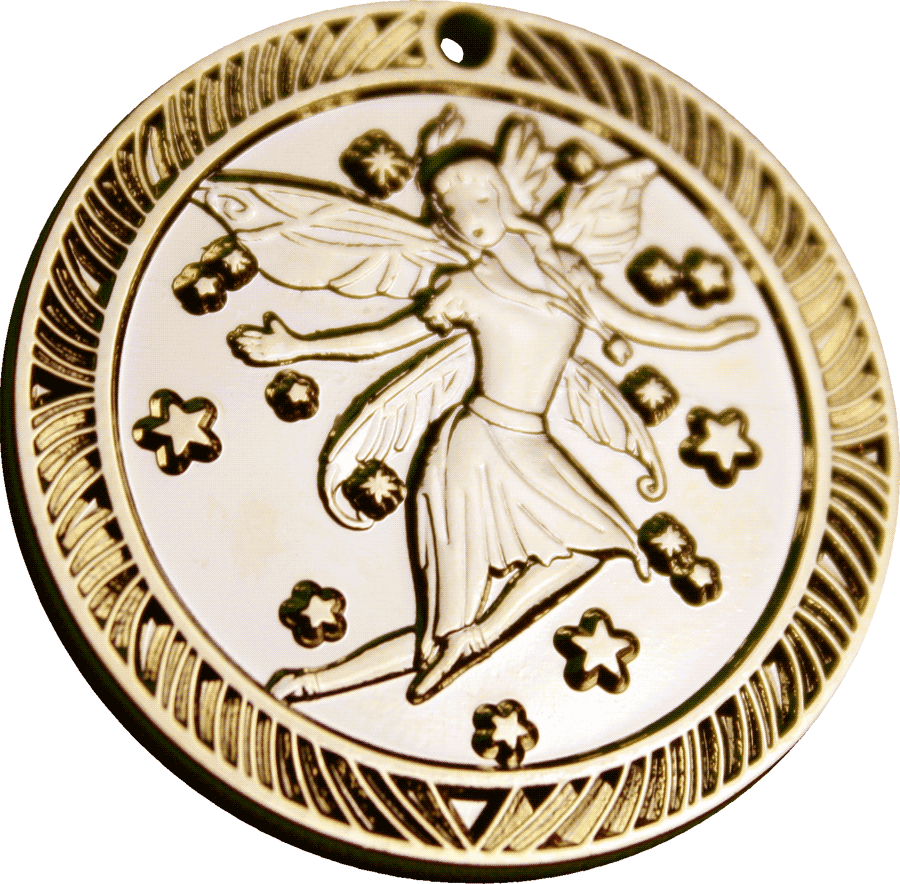
Moneda que representa al hada de los dientes con alas y estrellas

A diferencia de Papá Noel y el Conejo de Pascua, existen detalles sobre la apariencia del hada de los dientes que se repiten en las varias versiones del mito. En un estudio de 1984, dirigido por Rosemary Wells, se reveló que el 74% de los encuestados creía que el hada de los dientes era una mujer, mientras que el 12% no le asignó género y el 8% contestó que podía ser varón o mujer. Wells explicó sobre los resultados: «Existe el hada de los dientes tipo Campanita, con las alas y la varita, o un poco más vieja. Luego, está la gente que piensa en el hada de los dientes como un hombre, o como un conejo o un ratón». En un estudio sobre libros infantiles y arte popular se menciona que el hada de los dientes puede aparecer representada como un niño con alas, un pixie, una figura maternal azul, una bailarina voladora, dos ancianos pequeños, un dentista, un hombrecito volador con el vientre redondo que fuma un cigarrillo, un murciélago, un oso, entre otras figuras. En conclusión, estas diferentes formas de imaginar al personaje no parecen molestas para los niños.

## Creencia
La creencia en el hada de los dientes es vista de dos maneras diferentes. Por un lado, que los niños crean en ella es parte de la naturaleza confiada de los infantes. Al contrario, la expresión «creer en el hada de los dientes» se usa para describir a los adultos demasiado crédulos. Los padres tienden a considerar que el mito reconforta a los niños de la pérdida de sus dientes. La investigación demuestra que esta creencia puede consolar a un niño que siente miedo o dolor a causa de la caída del diente. Las madres avalan esta fe, ya que muestra que sus «bebés» son aún niños y que «no están creciendo demasiado pronto». Al alentar esta creencia en un personaje de fantasía, los padres se permiten sentir que sus hijos aún no crecieron.
En general, los niños dejan de creer en figuras que traen regalos (como Papá Noel, el Conejo de Pascua y el hada de los dientes) alrededor de los 5 y los 7 años. Por otra parte, existen investigaciones que sugieren una posible relación entre la creencia continua en el hada de los dientes (y otros personajes folclóricos) y el síndrome de los falsos recuerdos.
La autora Vicki Lansky aconseja a los padres decirles que el hada de los dientes paga más por un diente perfecto que por uno que tenga caries. Según ella, algunas familias dejan una nota junto al dinero, para elogiar a sus hijos por sus buenos hábitos de higiene dental.

## Personajes relacionados

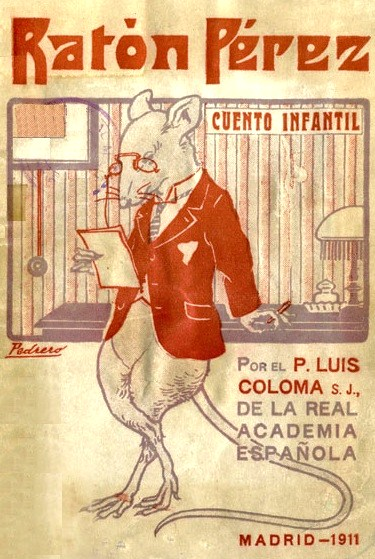
El Ratoncito Pérez es el equivalente del hada de los dientes en España e Hispanoamérica.

- El Ratoncito Pérez es una figura popular en España y las culturas iberoamericanas. Similar al hada de los dientes, se originó en Madrid en 1894. Al igual que en los países angloparlantes, cuando un niño pierde un diente es costumbre dejarlo bajo la almohada, para que el roedor lo cambie por dinero. La tradición es casi universal, pero toma distintas formas en cada región. En México, Chile y Perú recibe el nombre de «el Ratón de los Dientes», mientras que en Argentina, Venezuela, Uruguay y Colombia se lo conoce como «el Ratón Pérez». Esta figura fue empleada por Colgate en Venezuela.[20]

- En Italia, la figura correspondiente es «il topolino dei denti».[21]

- En Francia y la Región Valona de Bélgica, este personaje se denomina la petite souris. De las Tierras Bajas de Escocia también proviene una tradición similar: un hada-rata que intercambia los dientes de los niños por monedas.[22]

- En Cataluña, los personajes más populares son «els Angelets» (los angelitos) y también «Les animetes» (pequeñas almas) y, como en otros países, el diente es colocado debajo de la almohada y será cambiado por una moneda o un objeto pequeño.[23]

- En el País Vasco, existe Mari Teilatukoa («María del tejado»),[24] quien vive en el tejado de los caseríos y atrapa los dientes que arrojan los niños.

- En algunos países de Asia, como la India, China, Japón, Corea del Sur y Vietnam, cuando un niño pierde un diente, se acostumbra arrojarlo al techo si corresponde a la mandíbula inferior, o al piso si proviene de la mandíbula superior. Mientras se hace esto, el niño pide con un grito que el diente perdido sea reemplazado por un diente de ratón. La tradición se basa en el hecho de que los dientes de los ratones crecen durante toda la vida, lo que sucede con todos los roedores. Además, la idea detrás de estas acciones es que de esta forma, el diente crecerá derecho. En algunas culturas de la India, los chicos entierran sus dientes en el suelo, cerca de grandes árboles.[25]

- En países del Medio Oriente, como Irak, Jordania, Egipto y Sudán, existe la tradición de arrojar un diente de leche al cielo, en dirección al sol o a Alá. Esta costumbre se origina en una ofrenda preislámica y data del siglo XIII, según menciona Izz bin Hibat Allah Al Hadid.[26]